# فراشة دانية
الفراشَة الدانِيَة (بالإنجليزية: Danaid eggfly) أو الإكليليَّة (بالإنجليزية: Diadem) هي نوع واسع الانتشار من فراشات الحورائيات. تشتهر بتعدّد أشكالها وَتَنَكُّرِهَا. ويكون الذكور مسودّين مع بقعٍ بيضاء مُمَيَّزة مُهَدَّبة بالأزرق. وللإناث أشكال عديدة متضمّنةً أشكالًا تشبه أشكال الذكور بينما تكون أخرى مُمَاثلةً لأشكال الفراشات السامّة مثل فراشة الشخر(فراشة النمر السادة)(بالإنجليزية: Danaus chrysippus) وَالفراشة المَلكية. وتتواجد على امتداد أفريقيا وآسيا وأستراليا.

## الوصف
لون الوجه العلوي لأجنحة الذكر هي سوداء بنيّة مخمليّة غامقة. ولأسفل الجناح بقع بيضاء بيضويّة ممتدّة بين الوريدين 3 وَ 7، وتتوضّع البقع الأصغر قرب المنطقة من الجناح الأبعد عن الرأس. يتم اعتراض هذه البقع من قبل الأوردة السوداء وَتُحاط -البقع- بتقزّح لونيّ أزرق يُرى فقط بزاوية محدَّدة. وتتوضّع البقع البيضاء الأكبر قرب المنطقة من الجناح الأقرب من الرأس وتعترضها أوردة مُصْفَرَّة وَليست -تلك الأوردة- بارزة كالَّتي بعيدةً عن الرأس. وتوجد بعض النقاط البيضاء بمحاذاة ذروة (قمّة الجناح) الجناح وَعند حواف الجناح تكون بيضاء وسوداء.

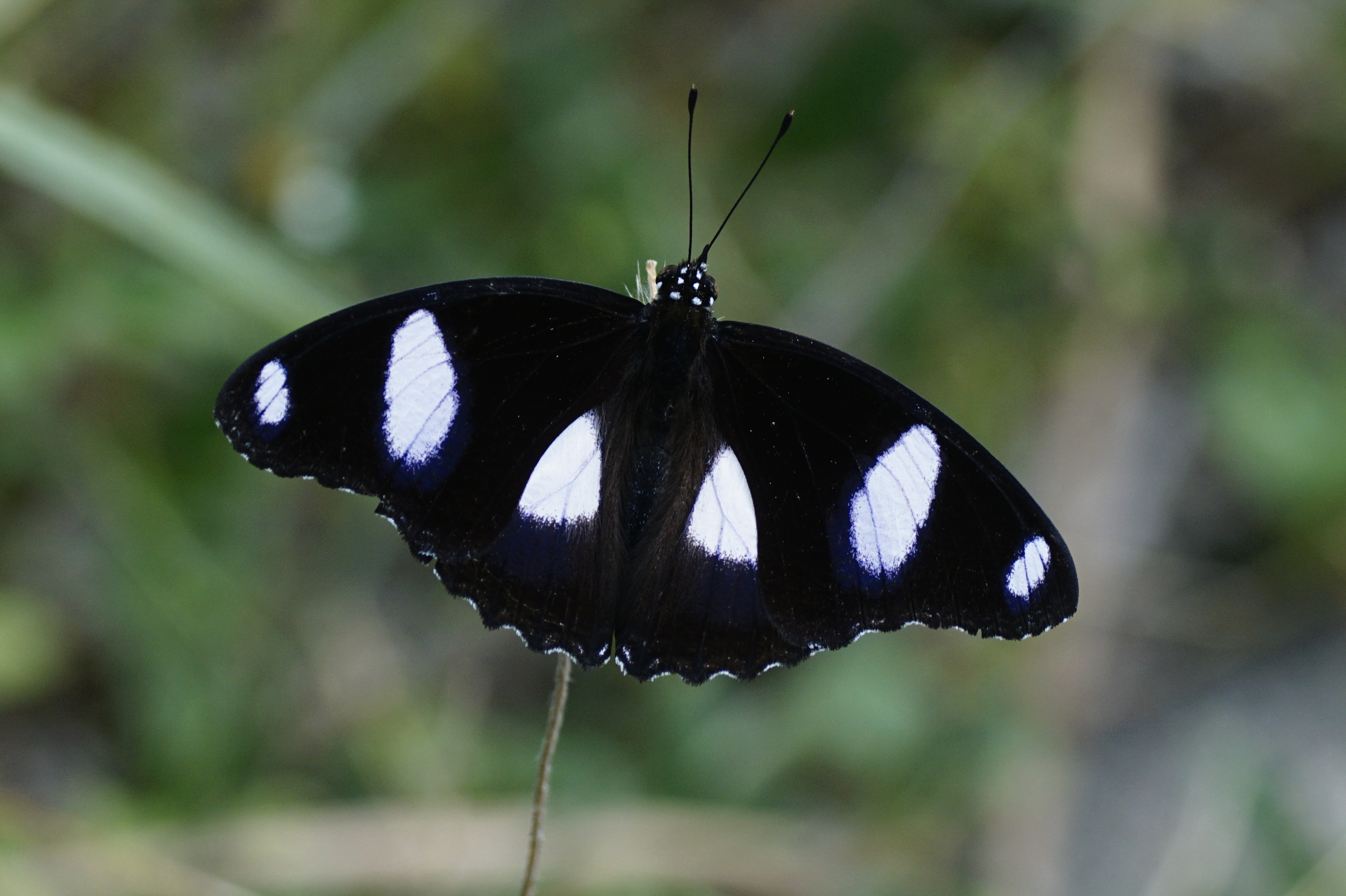
الجانب العلوي للذكر
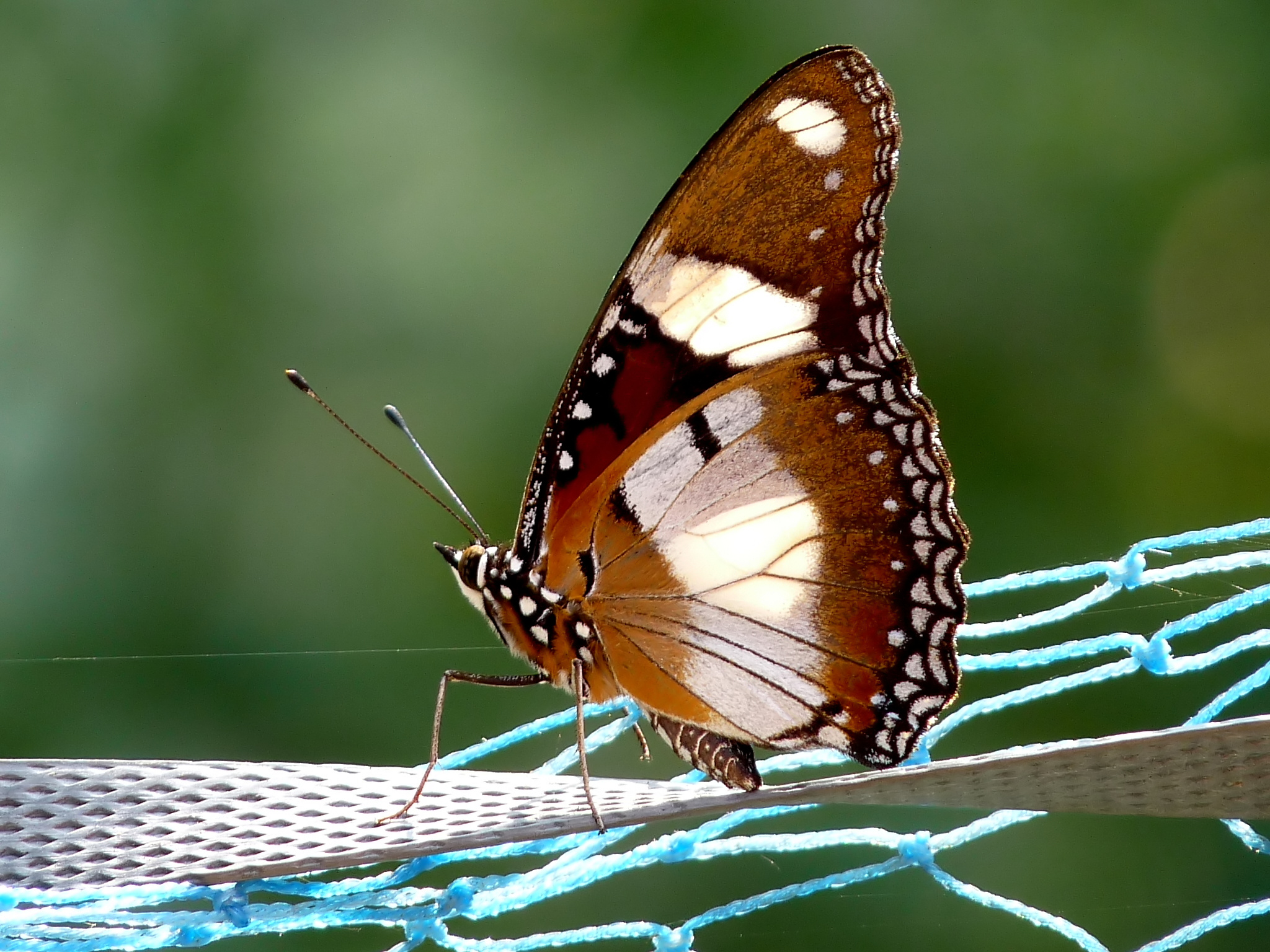
الجانب السفلي للذكر
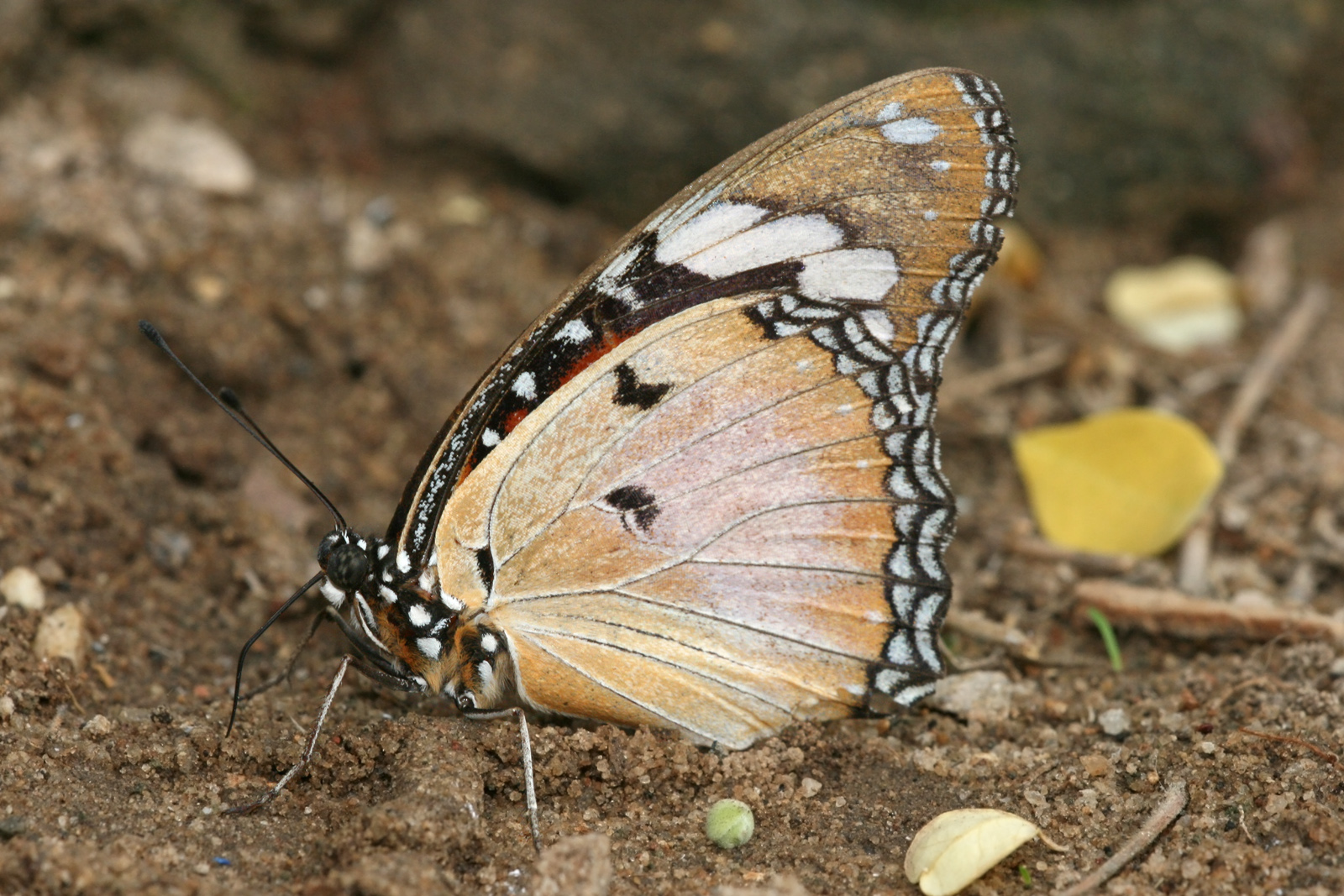
أنثى، الجانب السفلي

## روابط خارجيّة
- لارسن، توربن (1 أبريل 1998). «الفَرَاشات العُمانيَّة». مجلّة نزوى، العدد السادس والثمانون. مسقط، سلطنة عُمان. اطلع عليه بتاريخ 28 يناير 2017.